# Peter Capaldi
Peter Doug Capaldi (Glasgow, 14 d'abril de 1958) és un actor i director de cinema escocès. Ha interpretat diversos papers en cinema i televisió, però és més conegut pel seu paper de Malcolm Tucker en la sèrie còmica The Thick of It i la seva seqüela cinematogràfica In the loop. El 1995, el seu curtmetratge Franz Kafka's It's a Wonderful Life va guanyar l'Oscar al millor curtmetratge. El 4 d'agost de 2013 es va anunciar que a partir de desembre del mateix any interpretaria el Dotzè doctor a la sèrie Doctor Who.

## Primers anys
Capaldi va néixer a Glasgow. La família de la seva mare era de Killeshandra, County Cavan, Irlanda, i la família del seu pare era de Picinisco, Itàlia. Va estudiar a l'Escola Primària de Santa Teresa al districte de la ciutat de Possilpark, 2 a l'Escola Primària de St Matthew en Bishopbriggs, i al St Ninian s High School de Kirkintilloch, abans d'anar a l'Escola d'Art de Glasgow.
Capaldi va demostrar un talent precoç per a la interpretació realitzant un espectacle de titelles a l'escola primària. A l'institut, va ser membre dels Antonine Players, que actuaven al Fort Theatre a Bishopbriggs. Mentre era estudiant d'art, va ser el vocalista d'una banda de punk rock anomenada Dreamboys, el bateria era el futur còmic Craig Ferguson.

## Vida personal
Capaldi col·labora amb l'Associació Internacional a la Investigació del Càncer, i en l'organització benèfica infantil Aberlour Child Care Trust. Viu en Crouch End amb la seva dona, Elaine Collins, i la filla Cecily.

## Filmografia

### Cinema
| Any  | Títol                                        | Rol              | Notes |
| ---- | -------------------------------------------- | ---------------- | --- |
| 1982 | Living Apart Together                        | Joe              | |
| 1983 | Un personatge genial (Local Hero)            | Oldsen           | |
| 1984 | Turtle Diary                                 | Assistant keeper | |
| 1988 | The Love Child                               | Dillon           | |
| 1988 | The Lair of the White Worm                   | Angus Flint      | |
| 1988 | Les amistats perilloses (Dangerous Liaisons) | Azolan           | |
| 1991 | December Bride                               | Young Sorleyson  | |
| 1992 | Soft Top Hard Shoulder                       | Gavin Bellini    | |
| 1994 | Captives                                     | Simon            | |
| 1995 | Franz Kafka's It's a Wonderful Life          |                  | Curt Escriptor i director Oscar al millor curtmetratge Angers European First Film Festival BAFTA al millor curtmetratge |
| 1997 | Bean                                         | Gareth           | |
| 1997 | Com peix a l'aigua (Shooting Fish)           | Mr. Gilzean      | |
| 1998 | What Rats Won't Do                           | Tony             | |
| 1999 | The Greatest Store in the World              | Mr. Whiskers     | |
| 2001 | Strictly Sinatra                             |                  | Escriptor i director |
| 2002 | Mrs Caldicot's Cabbage War                   | Derek            | |
| 2002 | Max                                          | David Cohn       | |
| 2002 | Solid Geometry                               | David Hunter     | |
| 2003 | Shotgun Dave Rides East                      | Rob              | |
| 2004 | Modigliani                                   | Jean Cocteau     | |
| 2004 | Niceland (Population. 1.000.002)             | John             | |
| 2004 | Wild Country                                 | Father Steve     | |
| 2005 | House of 9                                   | Max Roy          | |
| 2005 | The Best Man                                 | Priest           | |
| 2006 | Pinochet in Suburbia                         | Andy McEntee     | |
| 2007 | Magicians                                    | Mike Francis     | |
| 2009 | In the Loop                                  | Malcolm Tucker   | Chlotrudis Award for Best Cast Chlotrudis Award for Best Supporting Actor Nominat − Central Ohio Film Critics Association Award for Best Supporting Actor (segona posició) Nominat − Premis British Independent Film 2009 al millor actor Nominat − Chicago Film Critics Association Award for Best Supporting Actor Nominat − Evening Standard British Film Awards: Peter Sellers Award for Comedy Nominat − International Cinephile Society Award for Best Supporting Actor (segona posició) Nominat − London Film Critics Circle Award for British Actor of the Year Nominat − Los Angeles Film Critics Association Award for Best Supporting Actor (segona posició) Nominat − New York Film Critics Circle Award for Best Supporting Actor (tercer posició) Nominat − Online Film Critics Society Award for Best Supporting Actor |
| 2012 | Big Fat Gypsy Gangster                       | Peter VanGellis  | |
| 2012 | The Cricklewood Greats                       |                  | Writer, director |
| 2013 | World War Z                                  | WHO doctor       | |
| 2013 | The Fifth Estate                             | Alan Rusbridger  | |
| 2014 | Born to be King                              |                  | Escriptor i director |
| 2014 | Maleficent                                   | King Kinloch     | |
| 2017 | Paddington 2                                 | M. Curry         | |

### Televisió
| Any          | Títol                                 | Rol                         | Notes |
| ------------ | ------------------------------------- | --------------------------- | --- |
| 1984         | Crown Court                           | Eamonn Donnelly             | Capítol: Big Deal                                                                                           |
| 1985         | Minder                                | Ozzy                        | Sèrie 6, Capítol 2: Life in the Fast Food Lane                                                              |
| 1985         | Travelling Man                        |                             | Sèrie 2, Capítol 6: "Blow-Up"                                                                               |
| 1985         | John and Yoko: A Love Story           | George Harrison             | |
| 1986         | C.A.T.S. Eyes                         | Caldicott                   | Sèrie 2, Capítol 2: Powerline                                                                               |
| 1989         | Rab C. Nesbitt                        | Preacher                    | Capítol: Rab C. Nesbitt's Seasonal Greet                                                                    |
| 1989         | Shadow of the Noose                   | Robert Wood                 | |
| 1989         | Dramarama                             | British Ambassador          | Sèrie 7, Capítol 7: Rosie the Great                                                                         |
| 1990         | Ruth Rendell Mysteries                | Zeno Vedast                 | 3 Capítols                                                                                                  |
| 1991         | Agatha Christie's Poirot              | Claude Langton              | Sèrie 3, Capítol 4: Wasps' Nest                                                                             |
| 1991         | Selling Hitler                        | Thomas Walde                | |
| 1991         | Titmuss Regained                      | Ken Cracken                 | 3 Capítols                                                                                                  |
| 1992         | Mr Wakefield's Crusade                | Luke Wakefield              | |
| 1992         | Early Travellers in North America     | Robert Louis Stevenson      | |
| 1992         | The Secret Agent                      | Mr. Vladimir                | |
| 1993         | The Comic Strip Presents...           | John                        | Sèrie 5, Capítol 6: Jealousy                                                                                |
| 1993         | Stay Lucky                            | Robin                       | Sèrie 4, Capítol 2: The Driving Instructor                                                                  |
| 1993         | Prime Suspect                         | Vernon "Vera" Reynolds      | Sèrie 3 |
| 1994         | Chandler & Co                         | Larry Blakeson              | |
| 1994         | The All New Alexei Sayle Show         | Doug Hatton                 | Capítol: "Drunk in Time"                                                                                    |
| 1994−1996    | The Vicar of Dibley                   | Tristan Campbell            | 2 Capítols                                                                                                  |
| 1996         | Delta Wave                            | Dinsdale Draco              | 2 Capítols                                                                                                  |
| 1996         | Neverwhere                            | Islington                   | 4 Capítols                                                                                                  |
| 1996         | The Crow Road                         | Rory McHoan                 | 4 Capítols                                                                                                  |
| 1997         | The History of Tom Jones, a Foundling | Lord Fellamar               | 3 Capítols                                                                                                  |
| 1999         | Psychos                               | Mark Collins                | 1 Capítol                                                                                                   |
| 2001         | High Stakes                           | Michael Calderwood          | Sèrie 1, Capítol 6: Dream Team                                                                              |
| 2003         | In Deep                               | Jeremy                      | Sèrie 3, Capítol 7: Character Assassination: Part 1                                                         |
| 2003         | Fortysomething                        | Dr. Ronnie Pilfrey          | 5 Capítols                                                                                                  |
| 2003         | Judge John Deed                       | Alan Roxborough, MP         | Sèrie 3, Capítol 3: Conspiracy                                                                              |
| 2004         | Sea of Souls                          | Gordon Fleming              | Capítol: Seeing Double                                                                                      |
| 2004         | My Family                             | Colin Judd                  | Sèrie 5, Capítol 10: Dentist to the Stars                                                                   |
| 2004         | Foyle's War                           | Raymond Carter              | Sèrie 3, Capítol 4: War of Nerves                                                                           |
| 2004         | Peep Show                             | Professor Alistair MacLeish | Sèrie 2, Capítol 4: University Challenge                                                                    |
| 2005         | The Afternoon Play                    | Billy Shannon               | Sèrie 3, Capítol 5: The Singing Cactus                                                                      |
| 2005−2012    | The Thick of It                       | Malcolm Tucker              | British Academy Television Award for Best Comedy Performance British Comedy Award for Best Television Actor |
| 2006         | Donovan                               | Dr. Angus Baldwin           | Sèrie 1, Capítol 3                                                                                          |
| 2006         | Midsomer Murders                      | Lawrence Barker             | Sèrie 9, Capítol 5: Death in Chorus                                                                         |
| 2006         | "Haunted Hogmanay"                    | Jeff Wylie                  | Veu |
| 2007         | Waking the Dead                       | Lucien Calvin               | Capítol: The Fall"                                                                                          |
| 2007         | Coming Up                             | Joe                         | Capítol: Brussels                                                                                           |
| 2007         | Fallen Angel                          | Henry Appleton              | |
| 2007−2008    | Skins                                 | Mark Jenkins                | 3 Capítols                                                                                                  |
| 2008         | Doctor Who                            | Caecilius                   | Focs de Pompeia                                                                                             |
| 2008         | Midnight Man                          | Trevor                      | |
| 2008         | Glendogie Bogey                       | Jeff Wylie                  | Veu |
| 2008         | The Devil's Whore                     | King Charles I              | |
| 2009         | Torchwood: Children of Earth          | John Frobisher              | |
| 2009         | Getting On                            | Doctor                      | 1 Capítol Director de sèries 1 i 2                                                                          |
| 2009         | A Portrait of Scotland                | Ell mateix                  | Escriptor                                                                                                   |
| 2010         | Ten Minute Tales                      | The Man                     | |
| 2010         | Accused                               | Frank Ryland                | Sèrie 1, Capítol 3                                                                                          |
| 2010         | The Nativity                          | Balthazar                   | Adaptació BBC 4 Capítols                                                                                    |
| 2010         | Audi advert                           | Narrador                    | Veu |
| 2011         | The Penguins of Madagascar            | Oncle Nigel                 | Veu 1 capítol                                                                                               |
| 2011         | The Suspicions of Mr Whicher          | Samuel Kent                 | Adaptació ITV                                                                                               |
| 2011         | The Field of Blood                    | Dr. Pete                    | Adaptació BBC                                                                                               |
| 2012         | The Cricklewood Greats                | Ell mateix                  | Escriptor                                                                                                   |
| 2012         | The Hour                              | Randall Brown               | Nominat − British Academy Television Award for Best Supporting Actor                                        |
| 2010         | BBC Two advert                        | Narrador                    | Veu |
| 2013         | Inside the Mind of Leonardo           | Leonardo da Vinci           | Documental                                                                                                  |
| 2013         | Anchor advert                         | Narrador                    | Veu |
| 2013−present | Doctor Who                            | Dotzè Doctor                | Capítol: «The Day of the Doctor» (no surt als crèdits) Sèrie 8                                              |
| 2014         | The Musketeers                        | Cardinal Richelieu          | |